# Meister des Belmer Andreas
Als Meister des Belmer Andreas wird ein westfälischer Bildhauer und Bildschnitzer bezeichnet, der um 1510 im Raum um Osnabrück tätig war. 
Der namentlich nicht bekannte Künstler erhielt seinen Notnamen nach der von ihm geschaffenen Holzfigur eines Heiligen Andreas, die sich in der katholischen Kirche St. Dionysius im Belm im Landkreis Osnabrück befindet. Eine dort zu findende weitere Plastik des Heiligen Wiho aus Eichenholz wird ebenfalls dem Meister zugeschrieben. 
Der  Meister des Belmer Andreas  war möglicherweise ein Mitarbeiter oder Gehilfe des Meisters von Osnabrück. Durch Betrachtung der Arbeit der beiden Meister kann die Entwicklung der spätmittelalterlichen Skulptur im Raum Osnabrück genauer interpretiert werden. So zeigt die Andreasfigur Ähnlichkeit mit Figuren des auf 1517 datierten Snetlage-Epitaphs im Osnabrücker Dom oder des Krakauer Altars von Veit Stoß. 
Die Zuschreibung einer Marienfigur an den Meister des Belmer Andreas, die sich heute im Landesmuseum Hannover befindet und die mit den beiden Heiligenfiguren einen Altar gebildet haben soll, wird weitgehend nicht anerkannt. 